# Mateusz Bieniek
Mateusz Bieniek (Blachownia, 5 aprile 1994) è un pallavolista polacco, centrale del Warta Zawiercie.

## Carriera

### Club
La carriera di Mateusz Bieniek inizia nel 2010 quando entra nel Norwid Częstochowa, club a cui resta legato per tre annate, prima di passare per la stagione 2013-14 all'Effector Kielce, in Polska Liga Siatkówki, dove resta per tre campionati. Nella stagione 2016-17 passa allo ZAKSA di Kędzierzyn-Koźle con cui vince la Coppa di Polonia e lo scudetto.
Nella stagione 2019-20 si trasferisce per la prima volta all'estero, giocando per la Lube, nella Superlega italiana, aggiudicandosi il campionato mondiale per club e la Coppa Italia. Già nell'annata successiva rientra in patria, ceduto in prestito allo Skra Bełchatów, nella massima divisione polacca, con il quale rimane legato per tre annate. 
Per il campionato 2023-24 si trasferisce al Warta Zawiercie con il quale vince la Coppa nazionale.

### Nazionale
Dopo aver fatto parte delle nazionali giovanili polacche, nel 2014 esordisce nella nazionale maggiore, con cui si aggiudica la medaglia di bronzo alla Coppa del Mondo 2015. Nel 2018 conquista la medaglia d'oro al campionato mondiale 2018 e l'anno seguente quella di bronzo al campionato europeo e l'argento in Coppa del Mondo.
Nel 2021 vince la medaglia d'argento alla Volleyball Nations League, ricevendo il premio come miglior centrale, e quella di bronzo al campionato europeo. Nel 2022 conquista il bronzo alla Volleyball Nations League, dove viene premiato come miglior centrale, e poi l'argento al campionato mondiale, insignito nuovamente del premio come miglior centrale. Nel 2023 si aggiudica l'oro alla Volleyball Nations League, mentre nel 2024 arriva il bronzo alla Volleyball Nations League e l'argento ai Giochi della XXXIII Olimpiade.

## Palmarès

### Club
- Campionato polacco: 1

2016-17
- Coppa di Polonia: 1

2016-17, 2023-24
- Coppa Italia: 1

2019-20
- Campionato mondiale per club: 1

2019

### Nazionale (competizioni minori)
- Memorial Hubert Wagner 2015
- Memorial Hubert Wagner 2016
- Memorial Hubert Wagner 2017
- Memorial Hubert Wagner 2018
- Memorial Hubert Wagner 2021
- Memorial Hubert Wagner 2023

### Premi individuali
- 2015 - Memorial Hubert Wagner: Miglior servizio
- 2021 - Memorial Hubert Wagner: Miglior servizio
- 2021 - Volleyball Nations League: Miglior centrale
- 2022 - Volleyball Nations League: Miglior centrale
- 2022 - Campionato mondiale: Miglior centrale
- 2024 - Polska Liga Siatkówki: Miglior centrale[13]